# سیمرغ بلورین بهترین تدوین جشنواره فیلم فجر
سیمرغ بلورین بهترین تدوین جایزه‌ای ‌است که هرساله در جشنوارهٔ فیلم فجر به بهترین تدوین اهدا می‌شود.

## فهرست برندگان
| دوره | سال  | بهترین تدوینگر              | نام فیلم                  |
| ---- | ---- | --------------------------- | ------------------------- |
| ۱    | ۱۳۶۱ | برنده نداشت                 |                           |
| ۲    | ۱۳۶۲ | حسین زندباف                 | مرگ سفید                  |
| ۳    | ۱۳۶۳ | برنده نداشت                 |                           |
| ۴    | ۱۳۶۴ | حسین زندباف                 | اتوبوس                    |
| ۵    | ۱۳۶۵ | مهرزاد مینویی               | دست نوشته‌ها               |
| ۶    | ۱۳۶۶ | روح‌الله امامی               | کانی مانگا                |
| ۷    | ۱۳۶۷ | ژیلا ایپکچی                 | نار و نی                  |
| ۸    | ۱۳۶۸ | حسن حسندوست                 | هامون                     |
| ۹    | ۱۳۶۹ | محمدرضا مویینی              | عروس                      |
| ۱۰   | ۱۳۷۰ | محسن مخملبافداوود یوسفیان   | ناصرالدین شاه اکتور سینما |
| ۱۱   | ۱۳۷۱ | مهدی رجاییان                | ردپای گرگ                 |
| ۱۲   | ۱۳۷۲ | حسین زندباف                 | چشم شیطان                 |
| ۱۳   | ۱۳۷۳ | حسین زندباف                 | حمله به اچ۳               |
| ۱۴   | ۱۳۷۴ | شهرزاد پویا                 | سفر به چزابه              |
| ۱۵   | ۱۳۷۵ | حسن حسندوست                 | بچه‌های آسمان              |
| ۱۶   | ۱۳۷۶ | هایده صفی‌یاری               | آژانس شیشه‌ای              |
| ۱۷   | ۱۳۷۷ | هایده صفی‌یاری               | روبان قرمز                |
| ۱۸   | ۱۳۷۸ | روح‌الله امامی               | بلوغ                      |
| ۱۹   | ۱۳۷۹ | محمدرضا مویینی              | پارتی                     |
| ۲۰   | ۱۳۸۰ | بهرام دهقانی                | قارچ سمی                  |
| ۲۱   | ۱۳۸۱ |                             |                           |
| ۲۲   | ۱۳۸۲ | مصطفی خرقه پوش              | دوئل                      |
| ۲۳   | ۱۳۸۳ | سعید شاهسواری               | ما همه خوبیم              |
| ۲۴   | ۱۳۸۴ | هایده صفی‌یاری               | چهارشنبه سوری             |
| ۲۵   | ۱۳۸۵ | سپیده عبدالوهاب             | خون‌بازی                   |
| ۲۶   | ۱۳۸۶ | حسن حسن‌دوست                 | آواز گنجشک‌ها              |
| ۲۷   | ۱۳۸۷ | بهرام بیضاییسپیده عبدالوهاب | وقتی همه خوابیم           |
| ۲۸   | ۱۳۸۸ | حسین غضنفری                 | شب واقعه                  |
| ۲۹   | ۱۳۸۹ | واروژ کریم‌مسیحی             | ندارها                    |
| ۳۰   | ۱۳۹۰ | هایده صفی‌یاری               | نارنجی‌پوش                 |
| ۳۱   | ۱۳۹۱ | بهرام دهقانی                | آسمان زرد کم عمقاسترداد   |
| ۳۲   | ۱۳۹۲ | مهدی حسینی‌وند               | چ                         |
| ۳۳   | ۱۳۹۳ | نیما جعفری جوزانی           | عصر یخبندان               |
| ۳۴   | ۱۳۹۴ | بهرام دهقانی                | ابد و یک روز              |
| ۳۵   | ۱۳۹۵ | سهراب خسروی                 | تابستان داغ               |
| ۳۶   | ۱۳۹۶ | بهرام دهقانی و محمد نجاریان | عرق سرد                   |
| ۳۷   | ۱۳۹۷ | بهرام دهقانی                | متری شیش و نیم            |
| ۳۸   | ۱۳۹۸ | اسماعیل علیزاده             | شنای پروانه               |
| ۳۹   | ۱۳۹۹ | عماد خدابخش                 | بی‌همه‌چیز                  |
| ۴۰   | ۱۴۰۰ | حمید نجفی‌راد                | علفزار                    |
| ۴١   | ١۴٠١ | میثم مولایی                 | چرا گریه نمی کنی          |
| ۴۲   | ۱۴۰۲ | حسن حسندوست                 | پرویز خان                 |
| ۴۳   | ۱۴۰۳ | عماد خدابخش                 | بچه مردم                  |